# (1670) Minnaert
(1670) Minnaert es el asteroide número 1670 situado en el cinturón principal. Fue descubierto por el astrónomo Hendrik van Gent desde la estación meridional de Leiden en Johannesburgo, República Sudafricana, el 9 de septiembre de 1934. Su designación alternativa es 1934 RZ. Está nombrado en honor del astrónomo belga Marcel Minnaert (1893-1970).